# Tangascootack Creek
Tangascootack Creek (ou Scootac ou Tangascootac Creek) est une rivière située dans le Comté de Clinton, Pennsylvanie, longue de 13,65 kilomètres. Les affluents sont North Fork Tangascootack Creek, Muddy Run, et au moins deux affluents sans nom. C'est un affluent de la West Branch Susquehanna River.
Le taux d'aluminium à l'embouchure de Muddy Run est de 1,12 milligramme par litre, le taux de fer de 0,87 milligramme par litre, le taux de manganèse de 15,19 milligrammes par litre. 
La source se trouve dans le Beech Creek Township et l'embouchure est dans le Colebrook Township. Le bassin versant est 95 kilomètres carrés dans le Comté de Clinton,. Tangascootack Creek, à l'embouchure de North Fork Tangascootack Creek, est à 201 mètres d'altitude. La source de la rivière est à 350 mètres d'altitude et l'embouchure à 182 mètres.
Les minéraux principaux du bassin versant sont le charbon et l'ardoise,. On note la présence significative de truites.
"Tangascootac" est le mot amérindien pour "ennemi".